# Лікарка надає перевагу морякам
«Лікарка надає перевагу морякам» (італ. La dottoressa preferisce i marinai) — італійська еротична комедія режисера Мікеле Массімо Тарантіні.
Прем'єра відбулась 25 грудня 1981 року.

## Сюжет
Два друга Альваро та Джанні завжди шукають роботу задля заробітку. Цього разу вони вирішують працювати мийниками вікон у готелі, до якого селять екіпаж корабля, який став на ремонт. Капітан корабля Карло Мореллі одночасно шукає російського шпигуна серед своїх людей. Радянський КДБ дізнається про розкриття свого шпигуна і надсилає кілера для того, щоб він прибрав Сміта. Альваро та Джанні стають свідками убивства і тікають він кілера. Під час втечі вони перевдягаються у моряків, що однак не дає їм втекти з готелю, адже навколо чатують військові поліцейські. Капітан телефонує своїй коханці Паолі і запрошує її до готелю, однак сюди ж прибуває і його дружина. Протягом усього фільму паралельно відбуваються переховування мийників від кілера, любовні інтриги капітана, спроби самогубці покінчити своїм життям та інші дрібніші.

## Актори
| Актор            | Роль                   |
| ---------------- | ---------------------- |
| Альваро Віталі   | Альваро                |
| Джанні К'ярдо    | Джанні                 |
| Паола Сенаторе   | Паола                  |
| Ренцо Пальмер    | капітан Карло Мореллі  |
| Сабріна Сіані    | масажистка             |
| Гордон Мітчелл   | кілер                  |
| Бруно Мінніті    | Ардензі                |
| Ренцо Оццано     | російський шпигун Сміт |
| Лучіо Монтанаро  | працівник готелю       |
| Раф Бальдассарре | засмаглий чоловік      |
| Діно Кассіо      | моряк                  |
| Маріса Мелл      | Клара Мореллі          |
| Ренцо Монтаньяні | самогубець             |
| Лука Спортеллі   | комісар поліції        |
| Джино Паньяні    | чоловік з претензіями  |
| Томас Руді       | пацієнт Паоли          |

## Знімальна група
Режисер — Мікеле Массімо Тарантіні.
Продюсер — Камілло Теті.
Сценаристи — Джино Капоне.
Оператор — Федеріко Дзанні.
Композитор — Франко Кампаніно.
Монтаж — Еудженіо Алабізо.